# Château de la Houssaie (L'Huisserie)
Le Château de la Houssaie est un château français situé à L'Huisserie, dans le département de la Mayenne et la région des Pays de la Loire. Il est situé à 1 kilomètre à l'est du bourg, sur la rive droite de la Mayenne. Il y naît un ruisseau du même nom, affluent de la Mayenne d'une longueur de 560 mètres.

## Désignation
- La maison seigneuriale et la chapelle de la Houssaye, 1674.
- Lahoussaye, château et chapelle (Hubert Jaillot).
- La Houssaye, ferme (Carte de Cassini).

## Histoire
Le fief mouvant de Laval n'avait que justice foncière (aveu de 1445). Mais à une époque plus moderne (1633, 1647), dans des aveux qui d'ailleurs furent blâmés, les détenteurs se qualifièrent châtelains en vertu d'une érection de 1429 d'après les uns, de 1546 d'après les autres, affirmant que le cimetière, l'église, le presbytère étaient dans leur fief, prétendant aux droits honorifiques dans l'église après le comte de Laval et soutenant que leurs prédécesseurs, dès 1419, avaient autorisé le seigneur de Bonnes à placer un banc dans le chœur.
L'érection de 1429 était fausse. Celle de 1546 reposait sur un malentendu. À cette époque, la Patrière, dont la Houssaie faisait partie, avait été érigée en châtellenie, ce qui ne conférait aucun privilège au seigneur de la Houssaye.
C'est à la porte marinière du moulin d'Étrogné, qui faisait partie du domaine de la Houssaie, qu'eût lieu, au mois de mai 1593, la Bataille du Port-Ringeard.
À la fin du XVIIIe siècle, René-Louis de la Barre proposa d'acquérir pour 2 000 ₶[Quoi ?] les droits qu'on lui contestait, renonçant en même temps à ses droits d'usage dans les bois du comté de Laval. Mais, dans ces conditions, le duc de la Trémoille refusa.
L'ancien logis, maison de maître, a été remplacé vers 1835 par un château construit à côté par le comte de la Sayette. Cette nouvelle construction fut rasée en 1860 par le comte Xavier de Quatrebarbes, qui a fait édifier en place, sur les plans de M. Larue, architecte à Paris, un château en style renaissance, de proportions modestes mais d'une grande élégance. La façade du château, ornée d'un pavillon en avant-corps à toiture élancée, est flanquée de deux fortes tours rondes.

## Chapelle
La chapelle, antérieure à 1654 existait encore et on en demandait la conservation en l'an XII.

## Sources et bibliographie
- « Château de la Houssaie (L'Huisserie) », dans Alphonse-Victor Angot et Ferdinand Gaugain, Dictionnaire historique, topographique et biographique de la Mayenne, Laval, A. Goupil, 1900-1910 [détail des éditions] (BNF 34106789, présentation en ligne)

Références de l'Abbé Angot
- Chartrier du duc de la Trémoille.
- Archives nationales, P. 338 ; G/8. 1.276.
- Archives départementales de la Mayenne, minutes Jardin, 1634.
- Bulletin historique de la Mayenne, t. V, p. 31.